# Vicobarone
Vicobarone is een plaats (frazione) in de Italiaanse gemeente Ziano Piacentino.